# Valentín Lamas Carvajal

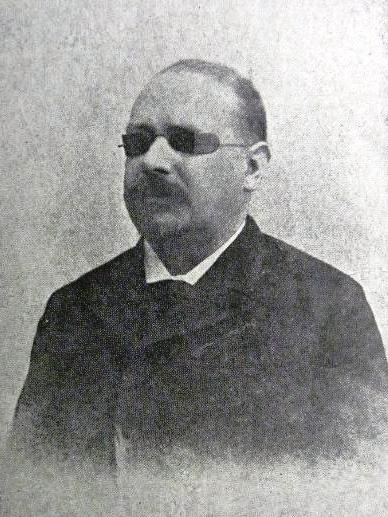
Valentín Lamas Carvajal

Valentín Lamas Carvajal (Orense, 1 de noviembre de 1849-Orense, 4 de septiembre de 1906), poeta y periodista español en lengua gallega, uno de los precursores del Rexurdimento. Junto a Manuel Murguía fue uno de los fundadores de la Real Academia Gallega. Fue también uno de los iniciadores del periodismo en gallego.

## Biografía
Era hijo del orensano José Francisco Franco y de la lucense María Manuela Carvajales. Quedó huérfano de padre con dos años, teniendo su madre apenas diecisiete años. Fue un tío suyo, el hermano de su madre, Pedro Carvajales, un pintor de cierto renombre en aquella época quien alivió esta situación. Fue a Carvajales a quien Lamas le dedicó su primer libro, La monja de San Payo (1871).
Estudió bachillerato en su ciudad natal y en 1870 se trasladó a Santiago de Compostela para estudiar medicina, estudios que no llegó a terminar debido a una enfermedad ocular que con el tiempo lo dejaría ciego. Su etapa universitaria compostelana fue decisiva en sus obras y en su visión de Galicia, ya que aquí entró en contacto con la intelectualidad gallega. Se sabe, por una carta suya publicada en El Heraldo Gallego, que en 1871 dirigió en esta ciudad la revista La Aurora de Galicia y que aquí también publicó sus primeras obras, que presentan influencias románticas.
A partir de 1874 su vida quedó vinculada definitivamente a Orense al casarse, el 4 de enero de 1874, con una antigua compañera de estudios, Amalia Rosina Sánchez, natural de La Guardia, con la que tuvo una numerosa descendencia.
Sus problemas de vista no le impidieron ser el autor más prolífico y polifacético de su tiempo. Tuvo una incesante actividad literaria y periodística. Fundó periódicos muy populares en aquella época: El Heraldo Gallego, publicado hasta 1880, y el primer semanario escrito íntegramente en gallego, de mucho eco popular y que se publicó desde 1876 hasta 1890: O Tío Marcos da Portela. Es ahí donde publica su obra Catecismo do labrego en siete entregas durante 1888 y que fue uno de los libros que más se vendieron en gallego, tuvo seis ediciones en el plazo de un año desde su publicación en libro. Publicado con el pseudónimo de Fray Marcos da Portela, se trata de una parodia del Catecismo cristiano del padre Gaspar Astete. En la obra se pone de manifiesto la dramática situación de los campesinos gallegos, utilizando la fórmula pregunta-respuesta. Se ha convertido en la obra en gallego más difundida y una de las piezas claves de la literatura social española. En O Tío Marcos da Portela publicó humoradas satíricas que eran temidas por los políticos de más fama. Fue también director del periódico El Eco de Orense.
En 1887 publica «Gallegada. Tradiciós, costumes, tipos e contos da terriña», conjunto de 19 narraciones, todas ellas publicadas con anterioridad en O Tío Marcos da Portela. En el conjunto de los textos de «Gallegada» podemos ver la voluntad populista y comprometida con la defensa de los labradores por parte de Lamas, así como la descripción de cuadros de costumbres imbuidos de acentos pintorescos, picarescos y cómicos.
En su poesía —«Saudades galegas» (1880), «A musa das aldeas» (1890)— cultivó un costumbrismo de raíz rural en el que abunda la nota sentimental y de denuncia social.

## Obra
- Espiñas, follas e frores (1875)
- Saudades gallegas (1880)
- Gallegada (1887)
- Catecismo do labrego (1889)
- A musa das aldeas (1890)